# Gloucester City
Gloucester City is een plaats (city) in de Amerikaanse staat New Jersey, en valt bestuurlijk gezien onder Camden County.

## Demografie
Bij de volkstelling in 2000 werd het aantal inwoners vastgesteld op 11.484.
In 2006 is het aantal inwoners door het United States Census Bureau geschat op 11.482, een daling van 2 (0.0%).

## Geografie
Volgens het United States Census Bureau beslaat de plaats een oppervlakte van
7,3 km², waarvan 5,7 km² land en 1,6 km² water.

## Plaatsen in de nabije omgeving
De onderstaande figuur toont nabijgelegen plaatsen in een straal van 4 km rond Gloucester City en binnen de staat New Jersey.